# In Which Cooper Finds a Port in His Storm
In Which Cooper Finds a Port In His Storm é o oitavo episódio da primeira temporada da série de televisão americana Private Practice, spin-off de Grey's Anatomy. Estreou na Rede ABC nos Estados Unidos em 14 de novembro de 2007.

## Sinopse
Cooper volta para o jogo dos encontros virtuais e alcança resultados surpreendentes. Addison tem um encontro com um paciente de Violet e Naomi e Sam fazem uma consulta em um convento.

## Músicas
- Tell Me – Sharon Jones
- Crazy ’bout You Baby – Ike and Tina Turner
- Learning As We Go – Leona Naess

## Produção
| Jenna Bans           | Produtor              |
| Betsy Beers          | Produtor executivo    |
| Mark Gordon          | Produtor executivo    |
| Ann Kindberg         | Produtor              |
| Andrea Newman        | Produtor co-executivo |
| Marti Noxon          | Produtor executivo    |
| Michael Ostrowski    | Produtor supervisor   |
| Shonda Rhimes        | Produtor executivo    |
| Lauren Schmidt       | Co-produtor           |
| Mark Tinker          | Produtor executivo    |
| Hans van Doornewaard | Produtor associado    |
| Chris Van Dusen      | Produtor associado    |

## A série
Private Practice é um drama médico que estreou em 26 de setembro de 2007 na Rede ABC. Spin-off de Grey's Anatomy, a série narra a vida da Dra. Addison Montgomery, interpretada por Kate Walsh, quando ela deixa o Seattle Grace Hospital, a fim de participar de um consultório particular em Los Angeles. A série foi criada por Shonda Rhimes, que também serve como produtora executiva ao lado de Betsy Beers, Mark Gordon, Mark Tinker, Jon Cowan e Robert Rovner.